# HR 1129
Désignations
HR 1129 est une étoile binaire de la constellation boréale de la Girafe. Elle est visible à l'œil nu avec une magnitude apparente combinée de 4,79. D'après la mesure de sa parallaxe annuelle par le satellite Hipparcos, le système est distant d'approximativement ∼ 800 a.l. (∼ 245 pc) de la Terre. Il se rapproche quelque peu du Système solaire à une vitesse radiale de −2 km/s.
HR 1129 est une binaire spectroscopique à raies double avec une longue période orbitale de 6 124 jours (16,8 ans) et une excentricité relativement élevée de 0,68. Le système consiste en une étoile géante lumineuse ou géante jaune de type spectral G2II-III et un compagnon plus chaud sur la séquence principale de type spectral B9V. Des observations non publiées utilisant  l'interférométrie des tavelures suggèrent que l'orbite est inclinée vers la ligne de visée de la Terre et qu'elle présente une inclinaison relativement élevée d'environ 87 degrés.